# Саша Здјелар
Саша Здјелар (Београд, 20. март 1995) српски је фудбалер. Игра на средини терена, а тренутно наступа за Зенит из Санкт Петербурга.

## Клупска каријера
Фудбал је почео да игра са девет година у школи фудбала Арена да би врло брзо прешао у млађе категорије ОФК Београда где је уписао и прве минуте у сениорској конкуренцији. Деби је имао 3. децембра 2011. када је имао само 16 година на првенственој утакмици против Новог Пазара која је одиграна на Карабурми.
У септембру 2013. године продат је Олимпијакосу, али је наредне две сезоне остао на позајмици у ОФК Београду за који је одиграо укупно 67 утакмица. У лето 2015. преселио се у Грчку и деби за Олимпијакос је имао 28. октобра 2015. одигравши свих 90 минута у ремију са Платанијасом играном у националном Купу. На први гол у новом клубу чекао је до 13. јануара 2016. године када је затресао мрежу Каније такође у Купу.
Ипак, није добијао пуно шансе да игра за грчки тим па је 13. јануара 2017. године позајмљен шпанској Мајорци која се такмичила у Сегунди. Ту је остао до краја сезоне 2016/17. и забележио 15 наступа те се није уписао међу стрелце. Након истека позајмице поново није добијао минуте у Олимпијакосу па је 29. јануара 2018. године позајмљен београдском Партизану. Са црно-белима је освојио Куп Србије за сезону 2017/18. Здјелар је у финалу Купа против Младости из Лучана (2:1) постигао гол у 62. минуту који је преломио резултат на страну клуба из Хумске. Након тог меча из Партизана су потврдили да су откупили уговор Здјелара, па је тако он и званично постао играч црно-белих. И у наредној 2018/19. сезони са клубом је освојио Куп. Здјелар је за Партизан одиграо укупно 197 утакмица на којима је постигао шест голова и забележио 21 асистенцију.
Крајем јула 2022. године потписао је трогодишњи уговор са екипом ЦСКА из Москве. У фебруару 2025. прешао је у Зенит из Санкт Петербурга са којим је потписао уговор до краја такмичарске 2025/26.

## Репрезентација
Прошао је све млађе селекције Србије. Дрес са националним грбом први пут је носио 2011. заигравши за екипу до 17 година да би потом био стандардни члан селекција до 19, 20 и 21 године. Био је део екипе која је 2014. елиминисана у полуфиналу Европског првенства до 19 година од Португала након извођења пенала. Највећи успех у каријери је направио 2015. године на Новом Зеланду на Светском првенству до 20 година када је постао шампион света.
Године 2016. добио је позив да наступа у сениорској репрезентацији Србије за коју је дебитовао 31. маја у пријатељској утакмици против Израела, у којој је ушао као замена. Пет дана касније заиграо је и на утакмици против Русије на стадиону Луј други у Монте Карлу.

## Статистика

### Клупска
Ажурирано 21. септембра 2022.
|                         |          |                      |     |   |    |   |    |   |   |   |     |   |  |  |
| ОФК Београд             | 2011/12. | Суперлига Србије     | 1   | 0 | 0  | 0 | —  | — | — | — | 1   | 0 |  |  |
| ОФК Београд             | 2012/13. | Суперлига Србије     | 15  | 0 | 1  | 0 | —  | — | — | — | 16  | 0 |  |  |
| ОФК Београд (позајмица) | 2013/14. | Суперлига Србије     | 27  | 0 | 3  | 0 | —  | — | — | — | 30  | 0 |  |  |
| ОФК Београд (позајмица) | 2014/15. | Суперлига Србије     | 19  | 0 | 1  | 0 | —  | — | — | — | 20  | 0 |  |  |
| ОФК Београд (позајмица) | Укупно   | Укупно               | 62  | 0 | 5  | 0 | —  | — | — | — | 67  | 0 |  |  |
|                         |          |                      |     |   |    |   |    |   |   |   |     |   |  |  |
| Олимпијакос             | 2015/16. | Суперлига Грчке      | 8   | 0 | 6  | 1 | 2  | 0 | — | — | 16  | 1 |  |  |
| Олимпијакос             | 2016/17. | Суперлига Грчке      | 0   | 0 | 0  | 0 | 1  | 0 | — | — | 1   | 0 |  |  |
| Олимпијакос             | 2017/18. | Суперлига Грчке      | 4   | 0 | 2  | 0 | 5  | 0 | — | — | 11  | 0 |  |  |
| Олимпијакос             | Укупно   | Укупно               | 12  | 0 | 8  | 1 | 8  | 0 | — | — | 28  | 1 |  |  |
|                         |          |                      |     |   |    |   |    |   |   |   |     |   |  |  |
| Мајорка (позајмица)     | 2016/17. | Друга лига Шпаније   | 15  | 0 | —  | — | —  | — | — | — | 15  | 0 |  |  |
|                         |          |                      |     |   |    |   |    |   |   |   |     |   |  |  |
| Партизан (позајмица)    | 2017/18. | Суперлига Србије     | 12  | 2 | 4  | 1 | 1  | 0 | — | — | 17  | 3 |  |  |
| Партизан                | 2018/19. | Суперлига Србије     | 32  | 1 | 5  | 0 | 8  | 0 | — | — | 45  | 1 |  |  |
| Партизан                | 2019/20. | Суперлига Србије     | 28  | 1 | 4  | 0 | 12 | 0 | — | — | 44  | 1 |  |  |
| Партизан                | 2020/21. | Суперлига Србије     | 31  | 1 | 4  | 0 | 3  | 0 | — | — | 38  | 1 |  |  |
| Партизан                | 2021/22. | Суперлига Србије     | 32  | 0 | 4  | 0 | 14 | 0 | — | — | 50  | 0 |  |  |
| Партизан                | 2022/23. | Суперлига Србије     | 3   | 0 | 0  | 0 | 0  | 0 | — | — | 3   | 0 |  |  |
| Партизан                | Укупно   | Укупно               | 138 | 5 | 21 | 1 | 38 | 0 | — | — | 197 | 6 |  |  |
|                         |          |                      |     |   |    |   |    |   |   |   |     |   |  |  |
| ЦСКА Москва             | 2022/23. | Премијер лига Русије | 8   | 0 | 1  | 0 | —  | — | — | — | 9   | 0 |  |  |
|                         |          |                      |     |   |    |   |    |   |   |   |     |   |  |  |
| Каријера                | Каријера | Каријера             | 235 | 5 | 35 | 2 | 46 | 0 | — | — | 316 | 7 |  |  |
|                         |          |                      |     |   |    |   |    |   |   |   |     |   |  |  |

### Репрезентативна
Ажурирано 18 априла 2025.
| Србија | Србија  | Србија |
| Године | Наступа | Голова |
| ------ | ------- | ------ |
| 2016.  | 2       | 0      |
| 2017.  | 0       | 0      |
| 2018.  | 0       | 0      |
| 2019.  | 0       | 0      |
| 2020.  | 1       | 0      |
| 2021.  | 0       | 0      |
| 2022.  | 0       | 0      |
| 2023.  | 0       | 0      |
| 2024.  | 6       | 0      |
| 2025.  | 0       | 0      |
| Укупно | 9       | 0      |

## Трофеји
Олимпијакос
- Суперлига Грчке (1) : 2015/16.

Партизан
- Куп Србије (2) : 2017/18, 2018/19.

ЦСКА Москва
- Куп Русије (1) : 2022/23.[28]

Србија до 20
- Светско првенство до 20. године (1) : 2015.